# Layment
Layment (engl. layment [ˈleɪmənt] „Laientum“) ist eine deutsche Heavy-Metal-Band aus Herne in Nordrhein-Westfalen.

## Geschichte
Die Band wurde 1996 als Schülerband „Valorénén“, die female-fronted Melodic Metal spielte, gegründet. Nach einigen Besetzungswechseln pendelte sich ein stabiles Line-Up ein und die Umbenennung der Band in „Layment“ fand statt. Aus dieser Phase der Band stammt die erste Liveaufnahme der Band R.I.B. sowie die schlicht Demo 2000 betitelte erste Studioaufnahme. Nach einer vorübergehenden Auflösung der Band erfolgte Mitte 2001 ein Neuanfang in fast kompletter Neubesetzung. Nur Gitarrist Tobias Schmidt und sein Bruder, Bassist Julian Schmidt, waren nun noch in der Band.
Ab jetzt war erstmals eine männliche Stimme zu hören, der jüngste Schmidt-Bruder Marosh übernahm den vakanten Posten am Mikrofon, kurz darauf kam Keyboarder Kris Krajewski dazu.
2006 unterschrieb die Band einen Plattenvertrag bei Yonah Records, auf diesem Label wurden bisher alle Studioalben der Band veröffentlicht.
Layment bestehen nach weiteren Wechseln seit Ende 2017 aus den drei Schmidt-Brüdern und ihren Mitstreitern Benjamin Burschei an der Gitarre, Kristian Krajewski am Keyboard und Julian Weikl am Schlagzeug. Seit 2022 übernimmt Cosmo Brazda, der schon seit Jahren regelmäßig mit Layment auftrat, die Position des Lead-Gitarristen von Tobias Schmidt, der aber weiterhin „Teil der Layment-Familie“ und „künftiger Unternehmungen“ sein wird.

## Stil
Die Band aus dem Ruhrgebiet spielt traditionellen Heavy Metal düsterer Färbung mit einigen Folk-Elementen. Markenzeichen sind sehr eingängige, melodische Refrains mit meist mehrstimmigem Gesang.

## Liveaktivitäten
Layment treten vergleichsweise selten auf, haben aber neben Headliner-Konzerten im In- und Ausland, auch Supportshows für u. a. Soulfly, DragonForce, Eisregen, Equilibrium, Negură Bunget und The Answer gespielt, außerdem waren sie bereits auf vielen Festivals, wie zum Beispiel dem Metalcamp / Metaldays in Slowenien zu Gast.

## Diskografie
- 2004: Caníbal Castrop (Live)
- 2007: Declaration
- 2009: Traces
- 2013: Long Lost Forever (EP)
- 2014: Of Gods & Goats